# Économiste en chef
Économiste en chef ou chef économiste, est une position hiérarchique dans une organisation pour quelqu'un qui a la responsabilité le développement, la production et la coordination d'analyses économiques et financières. On trouve ce poste dans des institutions internationales comme la Banque mondiale, dans des administrations publiques comme la Direction générale du Trésor mais aussi dans des institutions financières et économiques.

## Postes gouvernementaux
Au sein de l'Union européenne, le poste d'économiste en chef a été créé en 2003 au sein de la Commission européenne et relève de la direction générale de la concurrence. Ce rôle est principalement axé sur le conseil concernant l'application des règles de concurrence de l'UE et la contribution aux affaires juridiques devant les tribunaux européens. En juillet 2023, la nomination à ce poste de l'américaine Fiona Scott Morton provoque une vive polémique en France et au Parlement européen.
Au gouvernement des États-Unis, il existe plusieurs postes d'économiste en chef pour différents ministères, comme par exemple, le Département d'État ou le Département de l'agriculture.
Au Canada, l'économiste en chef conseille sur les questions commerciales et économiques internationales, y compris les tendances et les développements mondiaux, régionaux et sectoriels; et entreprend des recherches et des analyses commerciales et économiques pour Affaires mondiales Canada. Les titulaires du poste sont des fonctionnaires relevant du ministre du commerce international.